# Mihkel Räim
Mihkel Räim (Kuressaare, 3 luglio 1993) è un ciclista su strada estone che gareggia per il Ferei Quick-Panda Podium Mongolia Team. Attivo in formazioni UCI dal 2013, ha vinto il Tour of Estonia 2019 e la Belgrado-Banja Luka 2021.

## Palmarès

### Strada
- 2010 (Juniores)

Campionati estoni, Prova in linea Junior
1ª tappa Tour de la Région de Łódź (Sędziejowice > Sędziejowice)
3ª tappa Tour de la Région de Łódź (Łódź > Łódź)
4ª tappa Tour de la Région de Łódź (Łask > Łask)
Classifica generale Tour de la Région de Łódź
- 2013 (Amore & Vita, una vittoria)

3ª tappa Baltic Chain Tour (Panevėžys > Utena)
- 2015 (Pro Immo Nicolas Roux)

1ª tappa Grand Prix Chantal Biya (Douala > Douala)
3ª tappa Grand Prix Chantal Biya (Zoétélé > Meyomessala)
- 2016 (Cycling Academy, cinque vittorie)

1ª tappa Tour de Beauce (Saint-Georges > Saint-Georges)
4ª tappa Tour de Beauce (Québec > Québec)
Campionati estoni, Prova in linea
1ª tappa Tour de Hongrie (Fertőd > Keszthely)
Classifica generale Tour de Hongrie
- 2017 (Israel Cycling Academy, tre vittorie)

1ª tappa Tour d'Azerbaïdjan (Baku > Sumqayıt)
1ª tappa Okolo Slovenska (Levoča > Banská Bystrica)
4ª tappa Colorado Classic (Denver > Denver)
- 2018 (Israel Cycling Academy, cinque vittorie)

2ª tappa Vuelta a Castilla y León (Valladolid > Palencia)
3ª tappa Tour of Japan (Minō > Minō)
2ª tappa Tour de Korea (Cheonan > Yeongju)
Campionati estoni, Prova in linea
Great War Remembrance Race
- 2019 (Israel Cycling Academy, tre vittorie)

2ª tappa Tour of Estonia (Tartu > Tartu)
Classifica generale Tour of Estonia
3ª tappa Turul României (Buzău > Târgoviște)
- 2020 (Israel Start-Up Nation, una vittoria)

1ª tappa Tour of Antalya (Adalia > Adalia)
- 2021 (Mazowsze Serce Polski/HRE Mazowsze Serce Polski, cinque vittorie)

3ª tappa Istrian Spring Trophy (Marzana > Umago)
4ª tappa Belgrado-Banja Luka (Prijedor > Banja Luka)
Classifica generale Belgrado-Banja Luka
Campionati estoni, Prova in linea
3ª tappa Tour de Bulgarie (Trojan > Sliven)
- 2022 (Burgos-BH, una vittoria)

Campionati estoni, Prova in linea

#### Altri successi
- 2015 (Pro Immo Nicolas Roux)

Classifica a punti Grand Prix Chantal Biya
- 2019 (Israel Cycling Academy)

Classifica a punti Tour of Estonia
- 2023 (ATT Investments)

10ª tappa Tour of Poyang Lake (Suichuan > Suichuan)
1ª tappa Tour of Tea Horse
6ª tappa Tour of Tea Horse
- 2024 (Ferei Quick-Panda Podium Mongolia Team)

Tartu Rattaralli
1ª tappa Tour of Zhaotong  (Qiaojia > Qiaojia)

## Piazzamenti

### Grandi Giri
- Vuelta a España

2020: 138º

### Competizioni mondiali
- Campionati mondiali

Offida 2010 - In linea Junior: 97º
Copenaghen 2011 - In linea Junior: 50º
Toscana 2013 - In linea Under-23: ritirato
Richmond 2015 - In linea Under-23: 15º
Doha 2016 - Cronosquadre: 12º
Doha 2016 - In linea Elite: ritirato
Bergen 2017 - In linea Elite: 123º
Yorkshire 2019 - In linea Elite: ritirato

### Competizioni continentali
- Campionati europei

Ankara 2010 - In linea Junior: 42º
Goes 2012 - In linea Under-23: 45º
Olomouc 2013 - In linea Under-23: ritirato
Nyon 2014 - In linea Under-23: ritirato
Tartu 2015 - In linea Under-23: 55º
Plumelec 2016 - In linea Elite: ritirato
Glasgow 2018 - In linea Elite: ritirato
Alkmaar 2019 - In linea Elite: ritirato
Trento 2021 - In linea Elite: ritirato
- Giochi europei

Baku 2015 - In linea Elite: ritirato
Minsk 2019 - In linea Elite: 14º